# 중간자
입자물리학에서 중간자(영어: Meson, /ˈmiːzɒn, ˈmɛzɒn/)는 보통 하나씩의 쿼크와 반쿼크를 같은 수로 포함하고, 강한 상호작용에 의해 함께 묶여있는 일종의 강입자 아원자 입자이다. 중간자는 쿼크 서브입자로 구성되어 있기 때문에 유의미한 물리적 크기, 즉 대략 1 펨토미터(10−15 m)의 직경을 가지며, 이는 양성자 또는 중성자 크기의 약 0.6배에 해당한다. 모든 중간자는 불안정하며, 가장 오래 지속되는 중간자도 몇 나노초의 10분의 몇에 불과하다. 더 무거운 중간자는 더 가벼운 중간자로 붕괴하고 궁극적으로는 안정한 전자, 중성미자 및 광자로 붕괴한다.
핵 외부에서는 중간자가 우주선(고에너지 양성자 및 중성자)과 중입자 물질과 같은 쿼크로 구성된 입자들 간의 매우 고에너지 충돌에서만 단명하는 생성물로 자연에 나타난다. 중간자는 사이클로트론 또는 기타 입자 가속기에서 양성자, 반양성자 또는 다른 입자들의 충돌을 통해 일상적으로 인공적으로 생성된다.
고에너지(더 무거운) 중간자는 대폭발 시 일시적으로 생성되었지만, 오늘날 자연에서는 역할을 하지 않는 것으로 생각된다. 그러나 이러한 무거운 중간자들은 더 무거운 중간자를 구성하는 더 무거운 쿼크의 본질을 탐구하는 입자 가속기 실험에서 규칙적으로 생성된다.
중간자는 두 개 이상의 쿼크로 구성된 입자로 정의되는 강입자 입자족의 일부이다. 강입자족의 다른 구성원은 중입자로, 홀수 개의 원자가 쿼크(최소 세 개)로 구성된 아원자 입자이며, 일부 실험에서는 두 개의 쿼크(하나의 쿼크와 하나의 반쿼크)의 기존 원자가 쿼크 내용물을 갖지 않고 네 개 이상의 쿼크를 갖는 별난 중간자의 증거를 보여준다.
쿼크는 스핀 ⁠1/2⁠을 가지므로, 중간자와 중입자 사이의 쿼크 수 차이는 기존의 두 쿼크 중간자가 보손인 반면 중입자는 페르미온임을 의미한다.
각 중간자 유형에는 쿼크가 해당 반쿼크로 대체되고 그 반대도 마찬가지인 해당 반입자(반중간자)가 있다. 예를 들어, 양의 파이 중간자(
π+
)는 하나의 위 쿼크와 하나의 아래 반쿼크로 구성되며, 해당 반입자인 음의 파이온(
π−
)은 하나의 위 반쿼크와 하나의 아래 쿼크로 구성된다.
중간자는 쿼크로 구성되어 있기 때문에 약한 상호작용과 강한 상호작용에 모두 참여한다. 순 전하를 가진 중간자는 전자기 상호작용에도 참여한다. 중간자는 쿼크 구성, 총 각운동량, 반전성, 그리고 C-반전성 및 G-반전성과 같은 다양한 다른 특성에 따라 분류된다. 어떤 중간자도 안정적이지 않지만, 질량이 낮은 중간자는 더 무거운 중간자보다 안정하며, 따라서 입자 가속기나 우주선 실험에서 더 쉽게 관찰하고 연구할 수 있다. 가장 가벼운 중간자 그룹은 가장 가벼운 중입자 그룹보다 질량이 작아서 실험에서 더 쉽게 생산될 수 있으며, 따라서 중입자보다 특정 고에너지 현상을 더 쉽게 나타낸다. 그러나 중간자는 매우 무거울 수 있다. 예를 들어, 맵시 쿼크를 포함하는 제이/프시 중간자(
J/ψ
), 1974년에 처음 발견된 중간자는 양성자보다 약 세 배 무거우며, 바닥 쿼크를 포함하는 입실론 중간자(
ϒ
), 1977년에 처음 발견된 중간자는 양성자보다 약 열 배 무겁다.

## 역사
이론적 고려에 따라 유카와 히데키는 1934년에 원자핵을 하나로 묶는 핵력의 매개체로서 "메손"(중간자)의 존재와 대략적인 질량을 예측했다. 핵력이 없다면, 두 개 이상의 양성자를 가진 모든 핵은 전자기학적 반발 때문에 흩어질 것이다. 유카와는 자신의 매개 입자를 "메손"(meson)이라고 불렀는데, 이는 예측된 질량이 전자와 양성자(전자 질량의 약 1,836배) 사이에 있었기 때문에 고대 그리스어로 "중간"을 의미하는 μέσος mesos에서 따왔다. 유카와 또는 뮤온을 발견한 칼 데이비드 앤더슨은 원래 이 입자를 "메소트론"이라고 불렀지만, 베르너 하이젠베르크(그의 아버지는 뮌헨 대학교의 그리스어 교수였다)에 의해 수정되었다. 하이젠베르크는 그리스어 "메소스"에는 "트르"가 없다고 지적했다.
유카와의 중간자에 대한 첫 번째 후보는 현대 용어로 뮤온으로 알려져 있으며, 1936년 칼 데이비드 앤더슨과 다른 연구자들에 의해 우주선 상호작용의 붕괴 생성물에서 발견되었다. "뮤 중간자"는 강한 핵력의 매개체로서 거의 올바른 질량을 가졌지만, 다음 10년 동안 그것이 올바른 입자가 아니라는 것이 분명해졌다. 결국 "뮤 중간자"는 강한 핵 상호작용에 전혀 참여하지 않고 오히려 전자의 무거운 버전처럼 행동하는 것으로 밝혀졌으며, 결국 중간자가 아니라 전자처럼 경입자로 분류되었다. 이러한 선택을 함으로써 물리학자들은 입자의 분류를 질량 외의 다른 특성이 제어해야 한다고 결정했다.
제2차 세계 대전(1939-1945) 동안 아원자 입자 연구는 몇 년 동안 지연되었고, 대부분의 물리학자들은 전시에 필요한 응용 프로젝트에 종사했다. 1945년 8월 전쟁이 끝나자 많은 물리학자들이 점차 평시 연구로 돌아왔다. 발견된 최초의 진정한 중간자는 나중에 "파이 중간자"(또는 파이온)라고 불리게 될 것이었다. 1939-1942년 동안, 데벤드라 모한 보스와 비바 초두리는 다르질링의 고산 지대에서 일퍼드 하프톤 사진 건판을 노출시켰고, 알파 입자나 양성자의 흔적과 다른 것으로 보이는 길고 구부러진 이온화 흔적을 관찰했다. 네이처에 게재된 일련의 논문에서 그들은 전자 질량의 약 200배에 가까운 평균 질량을 가진 우주 입자를 확인했다. 이 발견은 1947년에 세실 프랭크 파월, 휴 무어헤드, 세자르 라테스, 주세페 오키알리니가 안데스 산맥에 놓인 사진 필름을 기반으로 잉글랜드의 브리스틀 대학교에서 우주선 생성물을 조사하면서 개선된 풀톤 사진 유제 건판으로 이루어졌다. 이 중간자들 중 일부는 이미 알려진 뮤 "메손"과 거의 같은 질량을 가졌지만, 그것으로 붕괴하는 것처럼 보였고, 이는 물리학자 로버트 마샥이 1947년에 그것이 실제로 새롭고 다른 중간자라고 가정하게 만들었다. 다음 몇 년 동안 더 많은 실험을 통해 파이온이 실제로 강한 상호작용에 관여한다는 것이 밝혀졌다. 파이온(가상 입자로서)은 원자핵 내(양성자와 중성자 사이)의 핵력을 모델링하기 위한 힘 매개체로도 사용된다. 이는 실제 강한 힘의 매개체는 글루온으로 믿어지며, 이는 쿼크 간의 강한 상호작용을 명시적으로 모델링하는 데 사용되기 때문에 근사치이다. 로 중간자와 같은 다른 중간자도 이 힘을 모델링하는 데 사용되지만 그 정도는 덜하다. 파이온 발견 이후, 유카와는 그의 예측으로 1949년 노벨 물리학상을 수상했다.
과거 한동안 중간자라는 단어는 "Z0 중간자"와 같이 약한 상호작용을 매개하는 데 관여하는 모든 힘 매개체를 의미하는 데 사용되기도 했다. 그러나 이러한 용법은 현재는 선호되지 않으며, 중간자는 현재 쿼크와 반쿼크 쌍으로 구성된 입자로 정의된다.

## 개요

### 스핀, 궤도 각운동량 및 총 각운동량
스핀(양자수 S)은 입자의 "고유" 각운동량을 나타내는 벡터 양이다. 이는 ⁠1/2⁠ ħ 단위로 증가한다.
쿼크는 페르미온이며, 특히 이 경우에는 스핀 ⁠1/2⁠ (S = ⁠1/2⁠)을 가진 입자이다. 스핀 투영은 1단위로 (즉, 1 ħ) 변화하므로, 단일 쿼크는 길이 ⁠1/2⁠의 스핀 벡터를 가지며, 두 개의 스핀 투영, 즉 (Sz = +⁠1/2⁠  또는 Sz = ⁠−+1/2⁠)을 가진다. 두 쿼크의 스핀이 정렬되면 두 스핀 벡터가 더해져 길이 S = 1의 벡터를 만들며, 세 가지 가능한 스핀 투영 (Sz = +1, Sz = 0, 및  Sz = −1)을 가지며, 이 조합을 벡터 중간자 또는 스핀-1 삼중항이라고 한다. 두 쿼크의 스핀이 반대 방향으로 정렬되면 스핀 벡터가 더해져 길이  S = 0의 벡터를 만들며, 하나의 스핀 투영만 (Sz = 0)을 가지며, 이를 스칼라 중간자 또는 스핀-0 단일항이라고 한다. 중간자는 하나의 쿼크와 하나의 반쿼크로 구성되어 있으므로 삼중항 및 단일항 스핀 상태로 존재한다. 후자는 반전성에 따라 스칼라 중간자 또는 유사스칼라 중간자라고 불린다 (아래 참조).
궤도 각운동량(양자수 L)이라는 또 다른 양자화된 각운동량이 있는데, 이는 쿼크들이 서로 궤도를 돌면서 생기는 각운동량이며, 역시 1 ħ 단위로 증가한다. 입자의 총 각운동량(양자수 J)은 두 개의 고유 각운동량(스핀)과 궤도 각운동량의 조합이다. 이는 J = |L − S|부터 J = |L + S|까지 1단위로 어떤 값이든 가질 수 있다.
| S | L | P | J    | JP     |
| - | - | - | ---- | ------ |
| 0 | 0 | − | 0    | 0−     |
| 0 | 1 | + | 1    | 1+     |
| 0 | 2 | − | 2    | 2−     |
| 0 | 3 | + | 3    | 3+     |
| 1 | 0 | − | 1    | 1−     |
| 1 | 1 | + | 2, 0 | 2+, 0+ |
| 1 | 2 | − | 3, 1 | 3−, 1− |
| 1 | 3 | + | 4, 2 | 4+, 2+ |

입자 물리학자들은 궤도 각운동량이 없는 중간자(L = 0)에 가장 관심이 많다. 따라서 가장 많이 연구되는 중간자 그룹은 S = 1; L = 0과 S = 0; L = 0으로, 이는 J = 1과 J = 0에 해당한다. 물론 이것이 유일한 것은 아니다. S = 0 및 L = 1로부터 J = 1 입자를 얻는 것도 가능하다. S = 1, L = 0 중간자와 S = 0, L = 1 중간자를 구별하는 것은 중간자 분광학의 활발한 연구 분야이다.

### P-반전성
P-반전성은 좌우 반전성, 즉 공간 반전성이며, 발견된 여러 "반전성" 중 첫 번째이기 때문에 종종 단순히 "반전성"이라고 불린다. 우주가 거울에 반사된다면, 대부분의 물리 법칙은 동일할 것이다. 즉, 우리가 "왼쪽"과 "오른쪽"을 무엇이라고 부르든 상관없이 사물은 똑같이 행동할 것이다. 이러한 거울 반사의 개념을 반전성(P)이라고 한다. 중력, 전자기력, 그리고 강한 상호작용은 모두 우주가 거울에 반사되는지 여부와 관계없이 동일하게 행동하므로, 반전성을 보존한다(P-대칭성)고 말한다. 그러나 약한 상호작용은 "왼쪽"과 "오른쪽"을 구별하는데, 이를 반전성 비보존(P-비보존) 현상이라고 한다.
이를 바탕으로, 각 입자의 파동 함수(더 정확히는 각 입자 유형에 대한 양자장)가 동시에 거울 반전되면, 새로운 파동 함수 집합이 (약한 상호작용을 제외하고) 물리 법칙을 완벽하게 만족할 것이라고 생각할 수도 있다. 그러나 이것은 정확히 사실이 아니다. 방정식이 만족되려면 특정 유형의 입자의 파동 함수가 거울 반전되는 것 외에 -1을 곱해야 한다. 이러한 입자 유형은 음수 또는 홀수 반전성(P = −1, 또는 대안적으로 P = −)을 가진다고 하며, 다른 입자는 양수 또는 짝수 반전성(P = +1, 또는 대안적으로 P = +)을 가진다고 한다.
중간자의 경우, 반전성은 궤도 각운동량과 다음 관계에 의해 연결된다:
{\displaystyle P=\left(-1\right)^{L+1}}
여기서 L은 해당 파동 함수의 구면 조화 함수의 반전성의 결과이다. "+1"은 디랙 방정식에 따라 쿼크와 반쿼크가 반대 고유 반전성을 가지기 때문에 발생한다. 따라서 중간자의 고유 반전성은 쿼크(+1)와 반쿼크(−1)의 고유 반전성의 곱이다. 이들이 다르기 때문에 그 곱은 −1이 되며, 따라서 지수에 나타나는 "+1"에 기여한다.
결과적으로, 궤도 각운동량이 없는 모든 중간자(L = 0)는 홀수 반전성(P = −1)을 가진다.

### C-반전성
C-반전성은 자신의 반입자인 중간자(즉, 중성 중간자)에 대해서만 정의된다. 이는 중간자의 파동 함수가 쿼크와 반쿼크를 서로 교환했을 때 동일하게 유지되는지 여부를 나타낸다. 만약
{\displaystyle |q{\bar {q}}\rangle =|{\bar {q}}q\rangle }
이라면, 중간자는 "C 짝수"(C = +1)이다. 반면에, 만약
{\displaystyle |q{\bar {q}}\rangle =-|{\bar {q}}q\rangle }
이라면, 중간자는 "C 홀수"(C = −1)이다.
C-반전성은 단독으로 연구되는 경우는 드물고, 주로 P-반전성과 결합하여 CP-반전성으로 연구된다. CP-반전성은 원래 보존되는 것으로 생각되었으나, 나중에 약한 상호작용에서 드물게 위반되는 것으로 밝혀졌다.

### G-반전성
G-반전성은 C-반전성을 일반화한 것이다. 쿼크와 반쿼크를 교환한 후 파동 함수를 단순히 비교하는 대신, 쿼크 내용물과 관계없이 중간자를 해당 반중간자와 교환한 후 파동 함수를 비교한다.
만약
{\displaystyle |q_{1}{\bar {q}}_{2}\rangle =|{\bar {q}}_{1}q_{2}\rangle }
이라면, 중간자는 "G 짝수"(G = +1)이다. 반면에, 만약
{\displaystyle |q_{1}{\bar {q}}_{2}\rangle =-|{\bar {q}}_{1}q_{2}\rangle }
이라면, 중간자는 "G 홀수"(G = −1)이다.

### 아이소스핀과 전하

,, 또는 쿼크 하나와,, 또는 반쿼크 하나의 구성 조합은 노넷을 형성한다.

,, 또는 쿼크 하나와,, 또는 반쿼크 하나의 구성 조합도 노넷을 형성한다.

#### 원래 아이소스핀 모델
아이소스핀 개념은 1932년 베르너 하이젠베르크가 강한 상호작용 하에서 양성자와 중성자 간의 유사성을 설명하기 위해 처음 제안했다. 비록 그들은 다른 전하를 가지고 있었지만, 그들의 질량은 너무 유사해서 물리학자들은 그들이 실제로 같은 입자라고 믿었다. 다른 전하는 스핀과 유사한 어떤 알려지지 않은 들뜬 상태의 결과로 설명되었다. 이 알려지지 않은 들뜬 상태는 1937년 유진 위그너에 의해 나중에 아이소스핀이라고 불리게 되었다.
최초의 중간자들이 발견되었을 때, 그들도 아이소스핀의 관점에서 보였고, 따라서 세 개의 파이온은 같은 입자이지만 다른 아이소스핀 상태에 있다고 믿어졌다.
아이소스핀의 수학은 스핀의 수학을 본떠 모델링되었다. 아이소스핀 투영은 스핀 투영과 마찬가지로 1단위로 변화했으며, 각 투영에는 "전하 상태"가 관련되었다. "파이온 입자"는 세 개의 "전하 상태"를 가졌기 때문에 아이소스핀  I = 1 .을 가진다고 했다. 그 "전하 상태"인 
π+
, 
π0
, 및 
π−
는 각각 아이소스핀 투영  I3 = +1 ,  I3 = 0 , 및  I3 = −1 에 해당했다. 다른 예로는 "로 입자"가 있는데, 역시 세 개의 전하 상태를 가진다. 그 "전하 상태"인 
ρ+
, 
ρ0
, 및 
ρ−
는 각각 아이소스핀 투영  I3 = +1 ,  I3 = 0 , 및  I3 = −1 에 해당했다.

#### 쿼크 모델로의 대체
이러한 믿음은 1964년 머리 겔만이 쿼크 모델을 제안할 때까지 지속되었다 (원래는 u, d, s 쿼크만 포함되어 있었다). 아이소스핀 모델의 성공은 이제 u 및 d 쿼크의 유사한 질량의 부산물로 이해된다. u 및 d 쿼크는 질량이 유사하기 때문에, 이들로 구성된 입자도 질량이 유사하다.
정확한 u 및 d 쿼크 구성은 전하를 결정하는데, 이는 u 쿼크는 +⁠2/3⁠ e의 전하를, d 쿼크는 −⁠1/3⁠ e의 전하를 가지기 때문이다. 예를 들어, 세 가지 파이온은 모두 다른 전하를 가진다.
- π+
 = (
u
 
d
)
- π0
 = (
u
 
u
) 상태와 (
d
 
d
) 상태의 양자 중첩
- π−
 = (
d
 
u
)

그러나 이들은 모두 같은 수의 위 및 아래 쿼크와 반쿼크로 구성되어 있기 때문에 비슷한 질량(c. 140 MeV/c2)을 가진다. 아이소스핀 모델에서는 이들을 다른 전하 상태에 있는 단일 입자로 간주했다.
쿼크 모델이 채택된 후, 물리학자들은 아이소스핀 투영이 입자의 위 및 아래 쿼크 함량과 다음 관계에 의해 관련된다는 것을 알아냈다.
{\displaystyle I_{3}={\frac {1}{2}}\left[\left(n_{\text{u}}-n_{\bar {\text{u}}}\right)-\left(n_{\text{d}}-n_{\bar {\text{d}}}\right)\right],}
여기서 n-기호는 위 및 아래 쿼크와 반쿼크의 수를 나타낸다.
"아이소스핀 그림"에서는 세 개의 파이온과 세 개의 로 입자가 두 입자의 다른 상태로 여겨졌다. 그러나 쿼크 모델에서는 로 입자들이 파이온의 들뜬 상태이다. 아이소스핀은 비록 부정확한 그림을 전달하지만, 여전히 강입자를 분류하는 데 사용되며, 부자연스럽고 종종 혼란스러운 명명법으로 이어진다.
중간자는 강입자이므로, 아이소스핀 분류는 모든 중간자에 대해서도 사용되며, 이 때 양자수는 각 양전하를 띤 위 또는 아래 쿼크 또는 반쿼크(위 쿼크와 아래 반쿼크)에 대해  I3 = +⁠1/2⁠ 를 더하고, 각 음전하를 띤 위 또는 아래 쿼크 또는 반쿼크(위 반쿼크와 아래 쿼크)에 대해  I3 = −⁠1/2⁠ 를 더하여 계산된다.

### 맛깔 양자수
기묘도 양자수 S(스핀과 혼동하지 말 것)는 입자 질량과 함께 오르내리는 것으로 나타났다. 질량이 높을수록 기묘도는 낮아진다(더 음수가 된다)(즉, s 쿼크가 많아진다). 입자는 아이소스핀 투영(전하와 관련됨)과 기묘도(질량)로 설명될 수 있었다(uds 노넷 그림 참조). 다른 쿼크들이 발견되면서, udc 및 udb 노넷에 대한 유사한 설명을 갖기 위해 새로운 양자수들이 만들어졌다. u 및 d 질량만 유사하기 때문에, 아이소스핀 및 맛깔 양자수로 입자 질량과 전하를 설명하는 것은 하나의 u, 하나의 d 및 하나의 다른 쿼크로 구성된 노넷에 대해서만 잘 작동하며 다른 노넷(예: ucb 노넷)에서는 작동하지 않는다. 만약 쿼크들이 모두 같은 질량을 가졌다면, 그들의 행동은 대칭적이라고 불릴 것인데, 이는 강한 상호작용에 대해 모두 정확히 같은 방식으로 행동할 것이기 때문이다. 그러나 쿼크들은 같은 질량을 가지지 않기 때문에(정확히 같은 전기장에 놓인 전자와 양성자가 가벼운 질량 때문에 전자가 더 가속되는 것처럼), 같은 방식으로 상호작용하지 않으며, 이 대칭은 깨졌다고 말한다.
전하(Q)는 아이소스핀 투영(I3), 중입자수(B), 그리고 맛깔 양자수(S, C, B′, T)와 겔만-니시지마 공식으로 연관되어 있음이 밝혀졌다.
{\displaystyle Q=I_{3}+{\frac {1}{2}}(B+S+C+B^{\prime }+T),}
여기서 S, C, B′, T는 각각 기묘도, 맵시, 바닥도 및 꼭대기도 맛깔 양자수를 나타낸다. 이들은 기묘, 맵시, 바닥, 꼭대기 쿼크 및 반쿼크의 수와 다음 관계에 따라 관련된다.
{\displaystyle {\begin{aligned}S&=-(n_{\text{s}}-n_{\bar {\text{s}}})\\C&=+(n_{\text{c}}-n_{\bar {\text{c}}})\\B^{\prime }&=-(n_{\text{b}}-n_{\bar {\text{b}}})\\T&=+(n_{\text{t}}-n_{\bar {\text{t}}}),\end{aligned}}}
이는 겔만-니시지마 공식이 쿼크 함량으로 전하를 표현하는 것과 동등하다는 것을 의미한다.
{\displaystyle Q={\frac {2}{3}}[(n_{\text{u}}-n_{\bar {\text{u}}})+(n_{\text{c}}-n_{\bar {\text{c}}})+(n_{\text{t}}-n_{\bar {\text{t}}})]-{\frac {1}{3}}[(n_{\text{d}}-n_{\bar {\text{d}}})+(n_{\text{s}}-n_{\bar {\text{s}}})+(n_{\text{b}}-n_{\bar {\text{b}}})].}

## 분류
중간자는 아이소스핀(I), 총 각운동량(J), 반전성(P), 해당될 경우 G-반전성(G) 또는 C-반전성(C), 그리고 쿼크(q) 내용물에 따라 그룹으로 분류된다. 분류 규칙은 Particle Data Group에 의해 정의되며, 다소 복잡하다. 이 규칙들은 간단하게 표 형태로 아래에 제시되어 있다.

### 중간자의 유형
중간자는 스핀 구성에 따라 유형으로 분류된다. 특정 구성은 스핀 구성의 수학적 특성에 따라 특별한 이름이 부여된다.
| 유형              | S    | L    | P | J | JP |
| ----------------- | ---- | ---- | - | - | -- |
| 유사스칼라 중간자 | 0    | 0    | − | 0 | 0− |
| 유사벡터 중간자   | 0, 1 | 1    | + | 1 | 1+ |
| 벡터 중간자       | 1    | 0, 2 | − | 1 | 1− |
| 스칼라 중간자     | 1    | 1    | + | 0 | 0+ |
| 텐서 중간자       | 1    | 1, 3 | + | 2 | 2+ |

### 명명법

#### 무맛깔 중간자
무맛깔 중간자는 같은 맛깔을 가진 쿼크와 반쿼크 쌍으로 구성된 중간자이다(모든 맛깔 양자수가 0: S = 0, C = 0, B′ = 0, T = 0). 무맛깔 중간자에 대한 규칙은 다음과 같다.
| q 내용                                                                         | I | JPC                | JPC                | JPC                | JPC                |
| q 내용                                                                         | I | 0−+, 2−+, 4−+, ... | 1+−, 3+−, 5+−, ... | 1−−, 2−−, 3−−, ... | 0++, 1++, 2++, ... |
| ------------------------------------------------------------------------------ | - | ------------------ | ------------------ | ------------------ | ------------------ |
| u d {\displaystyle \mathrm {\tfrac {u{\bar {u}}-d{\bar {d}}}{\sqrt {2}}} } d u | 1 | π+ π0 π−           | b+ b0 b−           | ρ+ ρ0 ρ−           | a+ a0 a−           |
| 혼합된 u , d , s                                                               | 0 | η ′                | h ′                | ω φ                | f ′                |
| c                                                                              | 0 | η c                | hc                 | ψ                  | χc                 |
| b                                                                              | 0 | η b                | hb                 | ϒ                  | χb                 |
| t                                                                              | 0 | η t                | ht                 | θ                  | χt                 |

추가적으로
- 중간자의 분광 상태가 알려져 있다면, 괄호 안에 추가된다.
- 분광 상태가 알려져 있지 않다면, 질량(MeV/c2 단위)이 괄호 안에 추가된다.
- 중간자가 바닥 상태에 있다면, 괄호 안에 아무것도 추가되지 않는다.

#### 맛깔 중간자
맛깔 중간자는 다른 맛깔의 쿼크와 반쿼크 쌍으로 구성된 중간자이다. 이 경우 규칙은 더 간단하다. 주요 기호는 더 무거운 쿼크에 따라 달라지고, 위 첨자는 전하에 따라 달라지며, 아래 첨자(있는 경우)는 더 가벼운 쿼크에 따라 달라진다. 표 형태로 정리하면 다음과 같다.
| 쿼크   | 반쿼크 | 반쿼크 | 반쿼크 | 반쿼크 | 반쿼크 | 반쿼크 |
| 쿼크   | 위     | 아래   | 맵시   | 기묘   | 꼭대기 | 바닥   |
| ------ | ------ | ------ | ------ | ------ | ------ | ------ |
| 위     | 빈칸   | [ d ]  | D0     | K+     | T0     | B+     |
| 아래   | [ d ]  | 빈칸   | D−     | K0     | T−     | B0     |
| 맵시   | D0     | D+     | 빈칸   | D+ s   | T0 c   | B+ c   |
| 기묘   | K−     | K0     | D− s   | 빈칸   | T− s   | B0 s   |
| 꼭대기 | T0     | T+     | T0 c   | T+ s   | 빈칸   | T+ b   |
| 바닥   | B−     | B0     | B− c   | B0 s   | T− b   | 빈칸   |

추가적으로
- JP가 "정규 계열"에 속한다면(즉, JP = 0+, 1−, 2+, 3−, ...), 위 첨자 ∗가 추가된다.
- 중간자가 유사스칼라(JP = 0−) 또는 벡터(JP = 1−)가 아니라면, J가 아래 첨자로 추가된다.
- 중간자의 분광 상태가 알려져 있다면, 괄호 안에 추가된다.
- 분광 상태가 알려져 있지 않다면, 질량(MeV/c2 단위)이 괄호 안에 추가된다.
- 중간자가 바닥 상태에 있다면, 괄호 안에 아무것도 추가되지 않는다.

## 별난 중간자
강입자(즉, 쿼크로 구성됨)이며 색-중성이고 중입자수가 0인 입자에 대한 실험적 증거가 있으며, 따라서 기존 정의에 따르면 중간자이다. 그러나 이러한 입자들은 위에 언급된 다른 모든 기존 중간자들처럼 단일 쿼크/반쿼크 쌍으로 구성되어 있지 않다. 이러한 입자에 대한 잠정적인 범주는 별난 중간자이다.
두 개 이상의 독립적인 실험에 의해 존재가 실험적으로 확인된 최소 5개의 별난 중간자 공명체가 있다. 이들 중 가장 통계적으로 유의미한 것은 2007년 벨 실험에 의해 발견되고 2014년 LHCb에 의해 확인된 Z(4430)이다. 이는 두 개의 쿼크와 두 개의 반쿼크로 구성된 입자인 테트라쿼크의 후보이다. 별난 중간자의 후보가 되는 다른 입자 공명체에 대해서는 위의 본문을 참조한다.

## 목록

### 유사스칼라 중간자
| 입자 이름          | 입자 기호 | 반입자 기호 | 쿼크 내용                                                                                | 정지 질량 [MeV/c2] | IG  | JPC | S   | C  | B′ | 평균 수명 (s)            | 일반적으로 붕괴되는 것 (붕괴의 5% 이상)                              |
| ------------------ | --------- | ----------- | ---------------------------------------------------------------------------------------- | ------------------ | --- | --- | --- | -- | -- | ------------------------ | -------------------------------------------------------------------- |
| 파이 중간자        | π+        | π−          | u d                                                                                      | 139.57018±0.00035  | 1−  | 0−  | 0   | 0  | 0  | (2.6033±0.0005)×10−8     | μ+ + ν μ                                                             |
| 파이 중간자        | π0        | Self        | {\displaystyle \mathrm {\tfrac {u{\bar {u}}-d{\bar {d}}}{\sqrt {2}}} \,}[a]              | 134.9766±0.0006    | 1−  | 0−+ | 0   | 0  | 0  | (8.4±0.6)×10−17          | γ + γ                                                                |
| 에타 중간자        | η         | Self        | {\displaystyle \mathrm {\tfrac {u{\bar {u}}+d{\bar {d}}-2s{\bar {s}}}{\sqrt {6}}} \,}[a] | 547.853±0.024      | 0+  | 0−+ | 0   | 0  | 0  | (5.0±0.3)×10−19[b]       | γ + γ 또는 π0 + π0 + π0 또는 π+ + π0 + π−                            |
| 에타 프라임 중간자 | η′ (958)  | Self        | {\displaystyle \mathrm {\tfrac {u{\bar {u}}+d{\bar {d}}+s{\bar {s}}}{\sqrt {3}}} \,}[a]  | 957.66±0.24        | 0+  | 0−+ | 0   | 0  | 0  | (3.2±0.2)×10−21[b]       | π+ + π− + η 또는 ( ρ0 + γ ) / ( π+ + π− + γ ) 또는 π0 + π0 + η       |
| 맵시 에타 중간자   | η c(1S)   | Self        | c                                                                                        | 2980.3±1.2         | 0+  | 0−+ | 0   | 0  | 0  | (2.5±0.3)×10−23[b]       | η c 붕괴 모드 참조                                                   |
| 바닥 에타 중간자   | η b(1S)   | Self        | b                                                                                        | 9300±40            | 0+  | 0−+ | 0   | 0  | 0  | 알 수 없음               | η b 붕괴 모드 참조                                                   |
| 케이 중간자        | K+        | K−          | u s                                                                                      | 493.677±0.016      | ⁠1/2⁠ | 0−  | 1   | 0  | 0  | (1.2380±0.0021)×10−8     | μ+ + ν μ 또는 π+ + π0 또는 π+ + π+ + π− 또는 π0 + e+ + ν e           |
| 케이 중간자        | K+        | K−          | u s                                                                                      | 497.614±0.024      | ⁠1/2⁠ | 0−  | 1   | 0  | 0  | [c]                      | [c]                                                                  |
| K-짧은             | K0 S      | Self        | {\displaystyle \mathrm {\tfrac {d{\bar {s}}+s{\bar {d}}}{\sqrt {2}}} \,}[e]              | 497.614±0.024[d]   | ⁠1/2⁠ | 0−  | (*) | 0  | 0  | (8.953±0.005)×10−11      | π+ + π− 또는 π0 + π0                                                 |
| K-긴               | K0 L      | Self        | {\displaystyle \mathrm {\tfrac {d{\bar {s}}-s{\bar {d}}}{\sqrt {2}}} \,}[e]              | 497.614±0.024[d]   | ⁠1/2⁠ | 0−  | (*) | 0  | 0  | (5.116±0.020)×10−8       | π± + e∓ + ν e 또는 π± + μ∓ + ν μ 또는 π0 + π0 + π0 또는 π+ + π0 + π− |
| D 중간자           | D+        | D−          | c d                                                                                      | 1869.62±0.20       | ⁠1/2⁠ | 0−  | 0   | +1 | 0  | (1.040±0.007)×10−12      | D+ 붕괴 모드 참조                                                    |
| D 중간자           | D0        | D0          | c u                                                                                      | 1864.84±0.17       | ⁠1/2⁠ | 0−  | 0   | +1 | 0  | (4.101±0.015)×10−13      | D0 붕괴 모드 참조                                                    |
| 기묘 D 중간자      | D+ s      | D− s        | c s                                                                                      | 1968.49±0.34       | 0   | 0−  | +1  | +1 | 0  | (5.00±0.07)×10−13        | D+ s 붕괴 모드 참조                                                  |
| B 중간자           | B+        | B−          | u b                                                                                      | 5279.15±0.31       | ⁠1/2⁠ | 0−  | 0   | 0  | +1 | (1.638±0.011)×10−12      | B+ 붕괴 모드 참조                                                    |
| B 중간자           | B0        | B0          | d b                                                                                      | 5279.53±33         | ⁠1/2⁠ | 0−  | 0   | 0  | +1 | (1.530±0.009)×10−12      | B0 붕괴 모드 참조                                                    |
| 기묘 B 중간자      | B0 s      | B0 s        | s b                                                                                      | 5366.3±0.6         | 0   | 0−  | −1  | 0  | +1 | 1.470+0.026 −0.027×10−12 | B0 s 붕괴 모드 참조                                                  |
| 맵시 B 중간자      | B+ c      | B− c        | c b                                                                                      | 6276±4             | 0   | 0−  | 0   | +1 | +1 | (4.6±0.7)×10−13          | B+ c 붕괴 모드 참조                                                  |

[a] ^  쿼크 질량이 0이 아니기 때문에 구성이 정확하지 않다.

[b] ^  PDG는 공명 폭(Γ)을 보고한다. 여기서는 τ = ⁠ħ/Γ⁠ 변환이 대신 주어진다.

[c] ^ 강한 고유 상태. 수명이 정해져 있지 않다(케이 중간자 주석 참조).

[d] ^  
K0
L와 
K0
S의 질량은 
K0
의 질량으로 주어진다. 그러나 
K0
L와 
K0
S 사이의 질량 차이가 2.2×10−11 MeV/c2 정도 존재함이 알려져 있다.

[e] ^ 약한 고유 상태. 구성에 작은 CP-위반 항이 빠져 있다(중성 케이 중간자에 대한 주석 참조).

### 벡터 중간자
| 입자 이름        | 입자 기호  | 반입자 기호 | 쿼크 내용                                                              | 정지 질량 (MeV/c2) | IG  | JPC | S  | C  | B' | 평균 수명 (s)        | 일반적으로 붕괴되는 것 (붕괴의 5% 이상)                    |
| ---------------- | ---------- | ----------- | ---------------------------------------------------------------------- | ------------------ | --- | --- | -- | -- | -- | -------------------- | ---------------------------------------------------------- |
| 전하 로 중간자   | ρ+ (770)   | ρ− (770)    | u d                                                                    | 775.4±0.4          | 1+  | 1−  | 0  | 0  | 0  | ~4.5×10−24[f][g]     | π± + π0                                                    |
| 중성 로 중간자   | ρ0 (770)   | Self        | {\displaystyle \mathrm {\tfrac {u{\bar {u}}-d{\bar {d}}}{\sqrt {2}}} } | 775.49±0.34        | 1+  | 1−  | 0  | 0  | 0  | ~4.5×10−24[f][g]     | π+ + π−                                                    |
| 오메가 중간자    | ω (782)    | Self        | {\displaystyle \mathrm {\tfrac {u{\bar {u}}+d{\bar {d}}}{\sqrt {2}}} } | 782.65±0.12        | 0−  | 1−  | 0  | 0  | 0  | (7.75±0.07)×10−23[f] | π+ + π0 + π− 또는 π0 + γ                                   |
| 피 중간자        | φ (1020)   | Self        | s                                                                      | 1019.445±0.020     | 0−  | 1−  | 0  | 0  | 0  | (1.55±0.01)×10−22[f] | K+ + K− 또는 K0 S + K0 L 또는 ( ρ + π ) / ( π+ + π0 + π− ) |
| 제이/프시 중간자 | J/ψ        | Self        | c                                                                      | 3096.916±0.011     | 0−  | 1−  | 0  | 0  | 0  | (7.1±0.2)×10−21[f]   | J/ψ (1S) 붕괴 모드 참조                                    |
| 입실론 중간자    | ϒ (1S)     | Self        | b                                                                      | 9460.30±0.26       | 0−  | 1−  | 0  | 0  | 0  | (1.22±0.03)×10−20[f] | ϒ (1S) 붕괴 모드 참조                                      |
| 케이 중간자      | K∗+        | K∗−         | u s                                                                    | 891.66±0.026       | ⁠1/2⁠ | 1−  | 1  | 0  | 0  | ~1.3×10−23[f][g]     | K∗ (892) 붕괴 모드 참조                                    |
| 케이 중간자      | K∗0        | K∗0         | d s                                                                    | 896.00±0.025       | ⁠1/2⁠ | 1−  | 1  | 0  | 0  | ~1.3×10−23[f]        | K∗ (892) 붕괴 모드 참조                                    |
| D 중간자         | D∗+ (2010) | D∗− (2010)  | c d                                                                    | 2010.27±0.17       | ⁠1/2⁠ | 1−  | 0  | +1 | 0  | (6.9±1.9)×10−21[f]   | D0 + π+ 또는 D+ + π0                                       |
| D 중간자         | D∗0 (2007) | D∗0 (2007)  | c u                                                                    | 2006.97±0.19       | ⁠1/2⁠ | 1−  | 0  | +1 | 0  | >3.1×10−22[f]        | D0 + π0 또는 D0 + γ                                        |
| 기묘 D 중간자    | D∗+ s      | D∗− s       | c s                                                                    | 2112.3±0.5         | 0   | 1−  | +1 | +1 | 0  | >3.4×10−22[f]        | D∗+ + γ 또는 D∗+ + π0                                      |
| B 중간자         | B∗+        | B∗−         | u b                                                                    | 5325.1±0.5         | ⁠1/2⁠ | 1−  | 0  | 0  | +1 | 알 수 없음           | B+ + γ                                                     |
| B 중간자         | B∗0        | B∗0         | d b                                                                    | 5325.1±0.5         | ⁠1/2⁠ | 1−  | 0  | 0  | +1 | 알 수 없음           | B0 + γ                                                     |
| 기묘 B 중간자    | B∗0 s      | B∗0 s       | s b                                                                    | 5412.8±1.3         | 0   | 1−  | −1 | 0  | +1 | 알 수 없음           | B0 s+ γ                                                    |
| 맵시 B 중간자†   | B∗+ c      | B∗− c       | c b                                                                    | 알 수 없음         | 0   | 1−  | 0  | +1 | +1 | 알 수 없음           | 알 수 없음                                                 |

[f] ^  PDG는 공명 폭(Γ)을 보고한다. 여기서는 τ = ⁠ħ/Γ⁠ 변환이 대신 주어진다.

[g] ^  정확한 값은 사용된 방법에 따라 다르다. 자세한 내용은 주어진 참고 자료를 참조한다.

### 중성 케이 중간자 주석
중성 케이 중간자에는 두 가지 복잡한 문제가 있다.
- 중성 케이 중간자 섞임으로 인해 
K0
S와 
K0
L는 기묘도의 고유 상태가 아니다. 그러나 이들은 약한 상호작용의 고유 상태이며, 이는 그들이 붕괴하는 방식을 결정하므로, 이들은 수명이 정해진 입자이다.
- 표에 제시된 
K0
S와 
K0
L에 대한 선형 결합은 CP 위반으로 인한 작은 보정 때문에 정확하지 않다. 케이 중간자의 CP 위반을 참조한다.

이러한 문제들은 원칙적으로 다른 중성 맛깔 중간자에도 존재하지만, 약한 고유 상태는 케이 중간자의 극적으로 다른 수명 때문에 케이 중간자에 대해서만 별개의 입자로 간주된다.

## 같이 보기
- 중간자 분자
- 표준 모형

## 내용주
1. ↑  
ħ는 종종 "기본" 스핀 단위이기 때문에 생략되며, "스핀 1"은 "스핀 1 ħ"을 의미하는 것으로 암시된다. 일부 자연단위계에서는 ħ를 1로 선택하여 방정식에서 제거한다. 이 글의 나머지 부분에서는 모든 스핀 유형에 대해 "ħ 단위를 가정"하는 관례를 사용한다.

## 더 읽어보기
- Pauli, Wolfgang  (1948) Meson Theory of Nuclear Forces, Interscience Publishers, Inc. New York